# Dash 2
Dash 2 (Density And Scale Height 2) fue un satélite artificial del Departamento de Defensa de los Estados Unidos dedicado a la investigación de la densidad de la atmósfera. Fue lanzado el 19 de julio de 1963 mediante un cohete Atlas desde Point Arguello.

## Objetivos
Dash 2 fue utilizado para medir la densidad atmosférica a alturas de hasta 3500 km.

## Características
Dash 2 tenía forma de esfera de 2,5 m de diámetro. Tenía una proporción área/masa de 40 cm²/gr.
La órbita inicialmente era circular, pero la presión de radiación solar incrementó la excentricidad de la misma.
El satélite reentró en la atmósfera el 12 de abril de 1971.